# Sten Andersson (radioproducent)
Sten Andersson, född 9 april 1938, är en svensk musikforskare och radioproducent.
Andersson var producent på Sveriges Radio från 1965. Han har även ägnat sig åt pedagogiska uppgifter och var engagerad i Radiokonservatoriet. Han var också medförfattare till Musikens material och form, Musikhistorisk handledning , Musikens AHC, samt  Mer om musiken. Sten Andersson var medlem av redaktionsrådet för Sohlmans musiklexikon, 2:a upplagan.